# Yukikoa watanabei
Yukikoa watanabei es una especie de coleóptero de la familia Cantharidae.

## Distribución geográfica
Habita en Japón.